# Kunstkerstboom

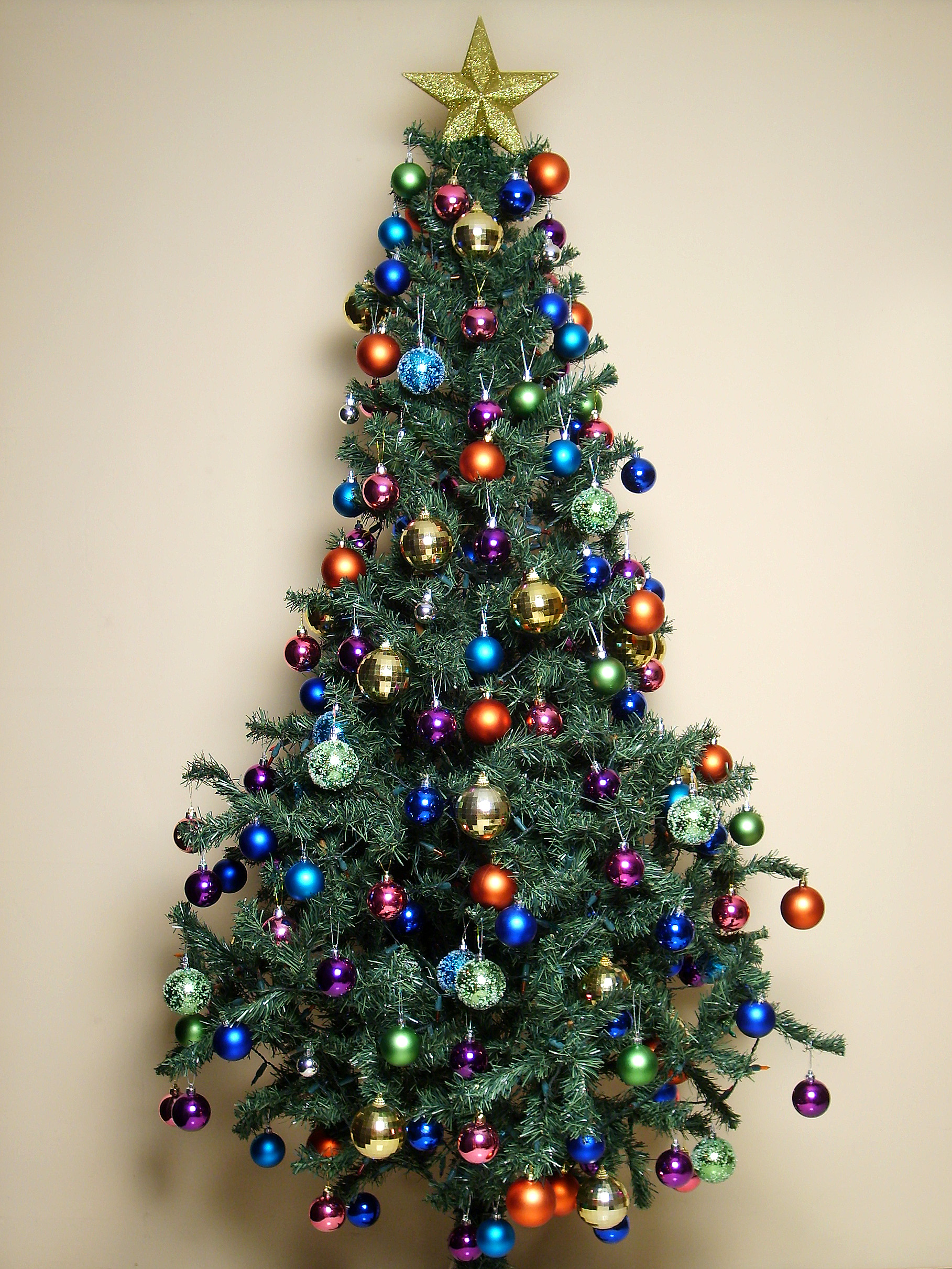
Een kunstkerstboom

Een kunstkerstboom is een namaak-kerstboom die oorspronkelijk vervaardigd werd van papier en karton, maar die tegenwoordig vooral van kunststof wordt geproduceerd.
Naast bomen van pvc (polyvinylchloride) zijn er ook bomen die van PE (polyetheen) gefabriceerd worden. Dit is een geheel andere productiemethode waarbij met behulp van een mal een echte tak nagenoeg 'gekopieerd' kan worden. Ook zijn er bomen van PP (polypropyleen) en Flock. Die laatste zijn bomen bedekt met kunstsneeuw. Het uitvouwen van kunstkerstbomen was vaak tijdrovend, maar bepaalde moderne bomen zijn in enkele minuten gebruiksklaar doordat takjes vanzelf openspringen. Naast de gebruiksaspecten is het ook belangrijk dat de nepboom brandvertragend is.